# 七年之癢 (1987年電影)
《七年之癢》是1987年的香港浪漫喜劇片。影片由杜琪峯執導，並由黃百鳴、張艾嘉、利智和曾志偉主演，講述一對夫妻正經歷「七年之癢」的過程。

## 劇情
吴德威和张小妹在一起已经有七年之久了，这七年之中，两人的关系由浓转淡，眼看就要来到“七年之痒”这一节骨眼上，幸运的是，吴德威是一个好男人，这七年中，他一直保持着对于情感的忠诚。
一次偶然中，吴德威于机场遇见了名为小红的女飞贼，为了摆脱警方的盘查，她将赃物藏在了吴德威的行李之中，之后在飞机上向后者大献殷勤，惹得吴德威浮想联翩。达到目的之后，小红用一封绝情书结束了她和吴德威之间的短暂“缘分”，但吴德威却对这段邂逅念念不忘。回到张小妹的身边之后，两人的关系開始產生變化。

## 演員表
- 黃百鳴 飾 吴德威
- 張艾嘉 飾 张小妹
- 利智 飾 小紅
- 曾志偉
- 胡楓
- 鄭君綿
- 譚倩紅
- 胡大為
- 盧海鵬
- 鄭孟霞
- 張曼玉
- 仙杜拉
- 盧宛茵
- 羅浩楷
- 司馬燕
- 苑瓊丹
- 焦雄

## 外部連結
- 香港影庫上《七年之癢》的資料（繁體中文）
- 互联网电影数据库（IMDb）上《七年之癢》的资料（英文）